# کوه شرینر
کوه شرینر (به انگلیسی: Shriner Peak) یک کوه در ایالات متحده آمریکا است که در شهرستان پیرس، واشینگتن واقع شده‌است. کوه شرینر ۱٬۷۷۸٫۲۲ متر بالاتر از سطح دریا واقع شده‌است.